# Nemocniční nákaza
Nemocniční nákaza, odborně nozokomiální nákaza (zkr. NN; řecky nosokomeion = nemocnice, nosos = choroba, komeo = starat se) je přenosné infekční onemocnění vnějšího nebo vnitřního původu, které vzniklo v souvislosti s pobytem osob ve zdravotnickém zařízení. Za nemocniční nákazu je považována i nákaza, která se s ohledem na svoji inkubační dobu projeví až po propuštění pacienta ze zdravotnického zařízení nebo po jeho přeložení do jiného zdravotnického zařízení.
Infekce, jež je přítomna v době přijetí pacienta, může být považována za nozokomiální jen tehdy, když je epidemiologicky spojena s předcházející hospitalizací. Na vzniku těchto infekcí se podílí přítomnost určitých mikroorganizmů v nemocničním prostředí, oslabení organizmu chorobou a diagnostické a léčebné zásahy do organismu (např. operace, cévkování apod.).
Nejčastějšími původci jsou bakterie Escherichia coli, Klebsiella, Proteus, Pseudomonas aeruginosa či Staphylococcus aureus.

## Rozdělení
Třídění nemocničních nákaz může být provedeno podle výskytu na nespecifické a specifické NN, podle původu na exogenní NN a endogenní NN a podle klinického projevu.
- podle výskytu
  - nespecifické NN jsou infekce, které se běžně vyskytují i mimo zdravotnická zařízení, do kterého byla přenesena např. (chřipka, salmonelóza), jejich výskyt ve zdravotnickém zařízení bývá odrazem epidemiologické situace v příslušném regionu.
  - specifické NN vznikají v nemocničním prostředí v souvislosti s diagnostickými nebo léčebnými výkony. Tyto infekce mohou být dokonce specifické i pro určitý typ oddělení (neurologické, novorozenecké, ortopedické apod.). Vyznačují se specifickým šířením, často vysokou odolností původce, odlišnými přístupy k předcházení a léčbě oproti mimonemocničním nákazám.

- podle původu
  - exogenní NN pocházejí z pramene, který se nalézá mimo organizmus pacienta (např. ze znečištěného vzduchu, ploch)
  - endogenní NN jsou způsobeny vlastní mikrobiální flórou pacienta a to zavlečením infekčního původce z kolonizovaného orgánu či slizničního povrchu do okolních tkání či do jiného orgánu (např. střevní mikroorganizmy do břišní dutiny)

- podle klinického projevu
  - infekce močového traktu
  - chirurgické infekce v ráně
  - infekce krevního řečiště
  - pneumonie
  - ostatní (do 10 % všech NN)